# Звеждовский, Людвиг
Людвиг Звеждовский, прозвище «Топор» (пол. Ludwik Zwierzdowski, 11 января 1830, Вильна — 23 февраля 1864, Опатув, Свентокшиское воеводство) — польский революционер. Штабс-капитан Русской императорской армии. Позже полковник повстанческих войск. Соратник Сигизмунда Сераковского, активный участник восстания 1863—1864 годов.

## Биография
Людвиг Звеждовский родился 11 декабря 1829 года (по другим данным 11 января 1830 года) в Вильно, в семье чиновника Михала Звеждовского. В 1845 году поступил в Николаевскую академию Генерального штаба. которую окончил 8 августа 1850 года в звании поручика. Во время учёбы познакомился с Сигизмундом Сераковским и Ярославом Домбровским.
Изначально был распределен для прохождения службы в гарнизон Брестской крепости, где прослужил 3 года, после начала Крымской войны переведен в Санкт-Петербург в боевых действиях участия не принимал. Однако в 1858 году звании штабс-капитана переведен в Вильно. В 1860 году присвоено звание капитана. В середине 1862 года переведен в Москву.
4 января 1856 года Звеждовский  предложил Морскому ученому комитету проект подводной лодки, который был отклонен.

## Участие в Восстании (1863—1864)
Людвиг Звеждовский в 1858 году примкнул к тайной организации офицеров-поляков в Санкт-Петербурге, созданной Сигизмундом Сераковским. В 1861 году Звеждовский присоединился к организации «Красных». В начале восстания Звеждовский находился в Москве, однако взял увольнение на два дня на службе и отправился в Могилевскую губернию, где присоединился к мятежникам. Затем Звеждовскому было присвоено звание майора повстанческих войск. В уездном городе Горки Звеждовский сформировал отряд общим числом до 100 человек, состоящий в основном из студентов Горы-Горецкого земледельческого института.
В ночь на 24 апреля (6 мая) 1863 года отряд Звеждовского занял город Горки, захватив много огнестрельного оружия, лошадей, и похитив 15 000 рублей из местного казначейства. Однако в течение трех дней регулярные войска разогнали все более менее крупные повстанческие отряды действующие в Могилевской губернии (Ю. Жуковского, И. М. Будзиловича, Т. Гриневича) оставив отряд Звеждовского без поддержки, и выслав на его ликвидацию все возможные силы.
Несмотря на возросшую до 200 человек численность своего отряда, Звеждовский, стараясь избегать боестолкновений с регулярными войсками, попытался вывести его в Минскую губернию, однако 29 апреля (11 мая) правительственные войска настигли мятежников Звеждовского у местечка Пропойск (ныне Славгород) навязав тем сражение. В бою погибла либо была взята в плен большая часть мятежников Звеждовского, оставшихся (около 100 человек) Звеждовский распустил на следующий день, ссылаясь на «равнодушное или неприязненное отношение к мятежу местного населения», после чего отправился в Царство Польское.
Пробыв в Царстве Польском около двух недель, Звеждовский по поддельным документам сумел в начале июня 1863 года прибыть в Константинополь, где сумел собрать деньги для поддержки мятежа среди проживающих там поляков. В июле 1863 Людвиг Звеждовский прибыл в Париж, где встретился с Людвиком Мерославским, который поручил ему сформировать новый отряд и направится в Пруссию, чтобы разжечь в приграничных с Российской империей регионах ещё одно восстание. Однако за 2 месяца Звеждовскому так и не удалось реализовать свой план.
В начале октября 1863 года, Людвиг Звеждовский вернулся в зону охваченную восстанием, которое к тому времени уже пошло на спад. 20 ноября 1863 года Национальное правительство присвоило Людвигу Звеждовскому звание полковника повстанческих войск. После чего (в начале декабря 1863 года) Звеждовский присоединился к II-му Повстанческому корпусу находящемуся под командованием генерала Юзефа Гауке-Босака, который тут же назначил Звеждовского командиром полка в 326 человек в составе своего корпуса. Участник боя под Оцесенками, Бродами и Илжей.
Получил ранение в последнем крупном сражении восстания — 2-й битве под Опатувом. При попытке прорваться из окружения на лошади в ночь на 10 (22) февраля 1864 года взят в плен казачьим патрулем. В тот же день приговорен к смертной казни через повешенье. Утром 11 (23) февраля 1863 приговор утвержден личным приказом А. К. Ушакова. Казнён в тот же день на опатувском рынке на глазах нескольких сотен жителей местечка.

## Память
Точное место захоронения Звеждовского неизвестно, однако в Опатуве существует импровизированная могила, которая является частью туристической программы по местечку.